# Wanda Paklikowska-Winnicka
Wanda Paklikowska-Winnicka (ur. 20 czerwca 1911 we Lwowie, zm. 20 sierpnia 2001 w Pruszkowie) – polska malarka abstrakcyjna.

## Życiorys
Urodziła się 20 czerwca 1911 r. we Lwowie jako druga córka Bronisława Paklikowskiego, lwowskiego lekarza i mecenasa sztuki, i Joanny Żołobajluk, polskiej Ormianki z Pokucia. Jej starszą siostrą była Bronisława Maria, żona gen. Bolesława Nieczuja-Ostrowskiego.
Ukończyła Państwową Szkołę Sztuk Zdobniczych i Przemysłu Artystycznego w Krakowie. W 1934 r. wyszła za mąż za artystę malarza Aleksandra Winnickiego de Radziewicz (1911–2002). W okresie przedwojennym pracowała jako nauczycielka rysunku i kostiumologii w prywatnej Żeńskiej Szkole Zawodowej w Bydgoszczy, a następnie w Prywatnym Żeńskim Gimnazjum Krawieckim w Przemyślu. 
Podczas II wojny światowej razem z mężem pomagali ukrywać się przed Niemcami, m.in. artystom żydowskiego pochodzenia - Arturowi Nachtowi-Samborskiemu, Jonaszowi Sternowi i Ernie Rosenstein, za co zostali pośmiertnie (w 2019 r.) uhonorowani przez Jad Waszem Medalem Sprawiedliwy wśród Narodów Świata.
W 1944 r. przeniosła się z mężem się do Lublina, gdzie projektowała kostiumy dla Teatru Wojska Polskiego, a mąż współorganizował Związek Polskich Artystów Plastyków, którego członkiem została też Wanda Paklikowska-Winnicka. W 1945 r. osiedlili się Warszawie na Saskiej Kępie. W 1946 r. podjęła studia na Wydziale Malarstwa Akademii Sztuk Pięknych w Warszawie, które ukończyła w 1947 r. dyplomem w pracowni prof. Kazimierza Tomorowicza. W latach 1947–1948 jako stypendystka Ministerstwa Kultury i Sztuki wyjechała do Francji i Włoch. Jeszcze jako studentka została jego asystentką i rozpoczęła pracę dydaktyczną na uczelni. W 1957 otrzymała tytuł docenta. W latach 1962–1966 była prodziekanem Wydziału Rzeźby, w latach 1968–1974 kierownikiem Katedry Malarstwa, Rysunku i Projektowania Brył i Płaszczyzn na Wydziale Rzeźby, w latach 1982–1983 kierownikiem Katedry Rysunku na Wydziale Malarstwa. W 1983 r. otrzymała tytuł profesora nadzwyczajnego, a w 1984 r. przeszła na emeryturę. W ASP w Warszawie przepracowała ponad 40 lat.
Swoje prace wystawiała od 1944 r. Duży wpływ na jej styl i rozwój twórczości wywarł jej mąż Aleksander, następnie tacy twórcy, jak Jan Cybis, Jan Lebenstein, fascynowali ją Camille Pissarro i Maurice Utrillo.
W latach 50. zaczęła malować abstrakcje, fascynowało ją malarstwo materii. Charakterystyczne dla jej malarstwa stały się skomplikowane i dynamiczne kompozycje, niekiedy biologiczne, odznaczające się silną fakturą, przypominające niekiedy dekoracyjnie tkane materie. Malowała generalnie cykle, takie jak: Biologiczny, Figuralny, W Kosmosie, Jeźdźcy, Zbroje, Maszyny.

## Odznaczenia
- Krzyż Kawalerski Orderu Odrodzenia Polski (1976)[5]
- Złoty Krzyż Zasługi (15 lipca 1955)[6]
- Medal 10-lecia Polski Ludowej (19 stycznia 1955)[7]
- Medal Sprawiedliwy wśród Narodów Świata (pośmiertnie, 2019)[2][8]